# Swartzia jororii
Swartzia jororii är en ärtväxtart som beskrevs av Hermann August Theodor Harms. Swartzia jororii ingår i släktet Swartzia och familjen ärtväxter. Inga underarter finns listade i Catalogue of Life.